# Speak Now
Speak Now là album phòng thu thứ ba của ca sĩ kiêm sáng tác nhạc người Mỹ Taylor Swift, do Big Machine Records phát hành ngày 25 tháng 10 năm 2010. Swift sáng tác album trong khoảng thời gian hai năm khi đang quảng bá cho album phòng thu trước Fearless (2008). Lấy cảm hứng từ quá trình trưởng thành của Swift, Speak Now được xem như một album chủ đề với nội dung liên quan đến những lời thú nhận của cô về tình yêu và nỗi đau, trong đó một số bài hát viết về hình ảnh trước công chúng của nữ ca sĩ. Được sản xuất bởi Swift và Nathan Chapman, album là sự kết hợp giữa country pop, pop rock và power pop với những âm hưởng của rock được hình thành bởi những nhạc cụ mộc, guitar điện, đàn dây và trống.
Sau khi phát hành, Swift thực hiện Speak Now World Tour, chuyến lưu diễn đi qua Châu Á, Châu Âu, Bắc Mỹ và Châu Đại Dương từ tháng 2 năm 2011 đến tháng 3 năm 2012. Sáu đĩa đơn đã được phát hành từ album, bao gồm những đĩa đơn lọt vào top 10 Billboard Hot 100 "Mine" và "Back to December", và quán quân trên Hot Country Songs "Sparks Fly" và "Ours". Speak Now đứng đầu nhiều bảng xếp hạng và được những chứng nhận bạch kim ở Úc và Canada. Tại Hoa Kỳ, đĩa hát bán được hơn một triệu bản trong tuần đầu tiên phát hành, trải qua sáu tuần ở vị trí số một trên Billboard 200 và được chứng nhận sáu lần Bạch kim bởi Hiệp hội Công nghiệp Ghi âm Hoa Kỳ (RIAA).
Speak Now nhận được những đánh giá tích cực từ các nhà phê bình âm nhạc vì đã mang đến những bài hát gắn kết cảm xúc và thân thiện với sóng phát thanh. Một số nhà phê bình khen ngợi quan điểm trưởng thành của Swift, trong khi số khác lại cho rằng những bài hát về sự báo thù và tan vỡ là nông cạn. Tại Lễ trao giải Grammy thường niên lần thứ 54 vào năm 2012, Speak Now được đề cử cho Album Đồng quê xuất sắc nhất, và đĩa đơn thứ ba "Mean" chiến thắng hai hạng mục Bài hát Đồng quê xuất sắc nhất và Trình diễn solo Đồng quê xuất sắc nhất. Album xuất hiện trong danh sách cuối thập niên 2010 của Billboard và Spin, và trong danh sách năm 2012 của Rolling Stone "50 Album Nghệ sĩ Nữ Hay Nhất Mọi Thời Đại". Nhiều nhà phê bình về sau nhìn nhận những bài hát về trải nghiệm trước công chúng của Swift trong Speak Now là tiền đề cho những sáng tác tiếp theo của cô ở những album tiếp theo.

## Tổng quan

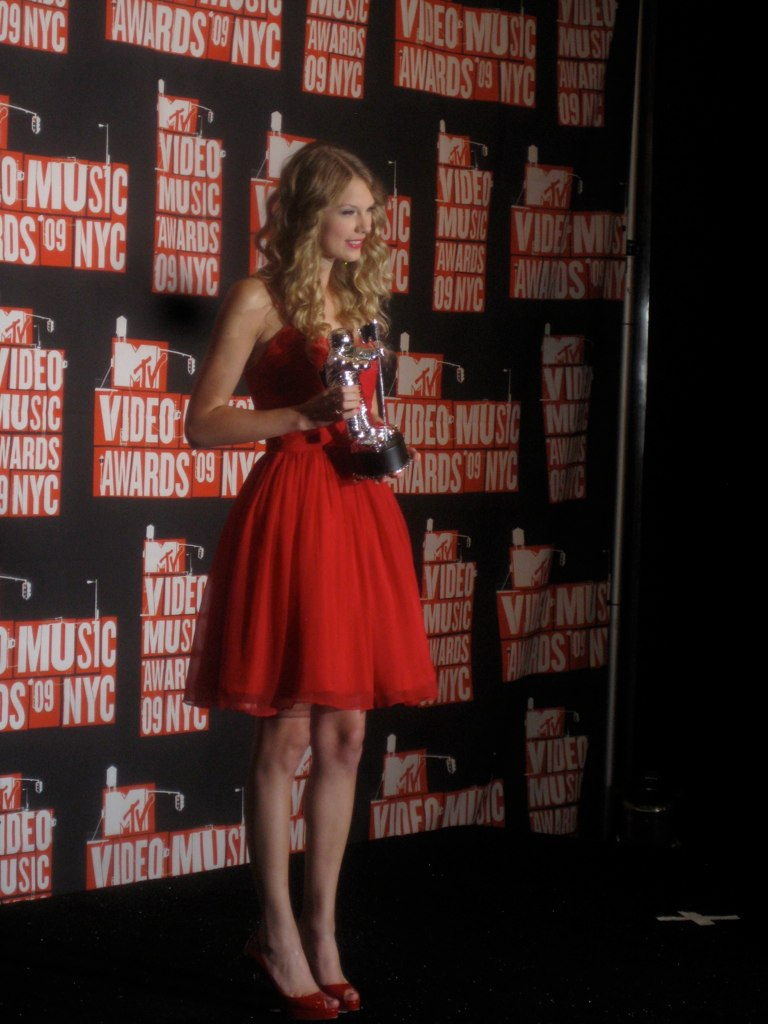
Swift tại giải Video âm nhạc của MTV năm 2009

Ca sĩ kiêm sáng tác nhạc người Mỹ Taylor Swift phát hành album phòng thu thứ hai Fearless thông qua Big Machine Records có trụ sở tại Nashville vào tháng 11 năm 2008. Album trải qua 11 tuần ở vị trí số một trên bảng xếp hạng Billboard 200, thành tích quán quân dài nhất của một nữ nghệ sĩ nhạc đồng quê. Đây là album bán chạy nhất năm 2009 tại Hoa Kỳ, đưa Swift khi đó 20 tuổi trở thành nghệ sĩ trẻ nhất có album bán chạy nhất năm kể từ khi Nielsen SoundScan bắt đầu theo dõi doanh số tiêu thụ album vào năm 1991. Hai trong số những đĩa đơn của album, "Love Story" và "You Belong with Me", thành công trên cả đài phát thanh nhạc đồng quê và pop, giúp Swift trở nên nổi tiếng. "Love Story" là bài hát đồng quê đầu tiên đạt vị trí số một trên bảng xếp hạng Mainstream Top 40 và "You Belong with Me" là bài hát đồng quê đầu tiên đứng đầu bảng xếp hạng Radio Songs. Tại Lễ trao giải Grammy thường niên lần thứ 52 vào tháng 2 năm 2010, Fearless giành giải Album của năm và Album Đồng quê xuất sắc nhất, và đĩa đơn "White Horse" giành giải Trình diễn giọng Đồng quê nữ xuất sắc nhất và Bài hát Đồng quê xuất sắc nhất.
Thành công của Fearless đưa Swift trở thành một trong những ngôi sao đồng quê lớn nhất lấn sân sang thị trường nhạc đại chúng. Tại giải Video âm nhạc của MTV năm 2009, nơi Swift thắng giải Video xuất sắc nhất của nữ ca sĩ cho "You Belong with Me", rapper Kanye West cắt ngang bài phát biểu nhận giải của cô; vụ việc được đưa tin rộng rãi trên các phương tiện truyền thông và được biết đến với cái tên "Kanyegate". Tại giải Grammy lần thứ 52, Swift thể hiện "You Belong with Me" và "Rhiannon" với Stevie Nicks; một số nhà phê bình nhận xét Swift trình diễn với chất giọng yếu. MTV News nhận xét rằng sự cố tại lễ trao giải MTV đã biến Swift thành một "ngôi sao đại chúng thực thụ", và The New York Times cảm thấy thật thú vị khi thấy một ca sĩ kiêm nhạc sĩ tài năng như Swift "gặp một sự cố bất chợt". Swift bắt đầu viết cho album phòng thu thứ ba ngay sau khi phát hành Fearless và tiếp tục thực hiện chuyến lưu diễn Fearless Tour trong năm 2009 và 2010.

## Viết lời
Vì lịch trình lưu diễn dày đặc, Swift viết toàn bộ album thứ ba một mình; "Tôi có được những ý tưởng hay nhất vào lúc 3 giờ sáng ở Arkansas, và vì không có cộng sự nào nên tôi sẽ tự hoàn thành chúng. Điều đó lặp lại ở New York và một lần nữa ở Boston và điều đó lại xảy ra ở Nashville." Swift lấy cảm hứng từ quá trình trưởng thành của cô và tạo nên Speak Now như một album chủ đề không chính thức về những điều cô chưa bao giờ có cơ hội nói với những người cô từng gặp. Cũng giống như việc sáng tác những album trước, Swift cố gắng truyền tải cảm xúc chân thực, viết mọi chi tiết cụ thể nhất có thể, tin rằng đây là điều quan trọng đối với một nhạc sĩ. Nữ ca sĩ mô tả những bài hát của mình là "từng dòng nhật ký" về những cảm xúc đã giúp cô vượt qua tuổi trưởng thành. Swift chọn cách không theo đuổi xu hướng âm nhạc gợi cảm của các nghệ sĩ đương thời, tin rằng con đường đó khác với tầm nhìn nghệ thuật của cô.
Không như chủ đề cổ tích và sự lãng mạn hào nhoáng của Fearless, Speak Now khám phá nội tâm và những suy nghĩ lạc hậu về các mối quan hệ. Những bài hát của album khai phá phong cách lãng mạn của Swift, chủ yếu nói về mối quan hệ một vợ một chồng mà không đề cập đến tình dục, giúp giữ nguyên hình ảnh "gái ngoan" của cô. Nhiều mối quan hệ tình cảm với những người nổi tiếng của Swift cũng được đề cập, đã nhận được sự chú ý từ giới truyền thông trong quá trình quảng bá album. Phần lời trải lòng của Speak Now mang tính thẳng thắn và trực diện hơn những album trước của Swift. Trong "Back to December", cô mong người yêu cũ tha thứ cho lỗi lầm của mình. "Dear John" thuật lại mối quan hệ tồi tệ của một nhân vật nữ 19 tuổi, người cáo buộc một người đàn ông lớn hơn nhiều tuổi thao túng cô bằng "những trò chơi đen tối, vặn vẹo". Cuộc gặp gỡ của Swift với người yêu cũ tại một lễ trao giải, nơi họ phớt lờ nhau dù Swift muốn nói chuyện với anh đã truyền cảm hứng cho "The Story of Us". Trong "Better than Revenge", Swift khẳng định sẽ báo thù tình địch bởi "những việc cô ta làm trên giường".
Sự lãng mạn lạc quan cũng là một chủ đề chính của album. Bản nhạc mở đầu "Mine" nói về hy vọng được hạnh phúc của Swift mặc dù cô có xu hướng "trốn chạy tình yêu" để tránh đau khổ. Đây là bài hát đầu tiên được nữ ca sĩ đưa vào Speak Now bởi tác phẩm thể hiện quan điểm lãng mạn mới lúc bấy giờ của cô. Swift viết "Sparks Fly"—một bài hát nói về những biểu hiện nguy hiểm của tình yêu sét đánh—trước khi cô phát hành album đầu tay năm 2006 mang chính tên cô. Cô thu âm lại bài hát cho Speak Now sau khi được người hâm mộ yêu cầu phát hành tại Liên hoan Âm nhạc CMA năm 2010. "Enchanted" mô tả cảm giác sau khi gặp gỡ một người đặc biệt mà không biết rằng liệu sự say đắm đó có được đáp lại hay không. "Haunted" nói về nỗi ám ảnh lãng mạn và "Last Kiss" khám phá những cảm xúc còn sót lại sau khi chia tay. Trong "Long Live", Swift bày tỏ lòng biết ơn đối với người hâm mộ và các thành viên trong ban nhạc của cô. Lời bài hát của "Enchanted" và "Long Live" kết hợp hình ảnh vũ hội trung học và cổ tích gợi lại sự trẻ trung lạc quan của Fearless.

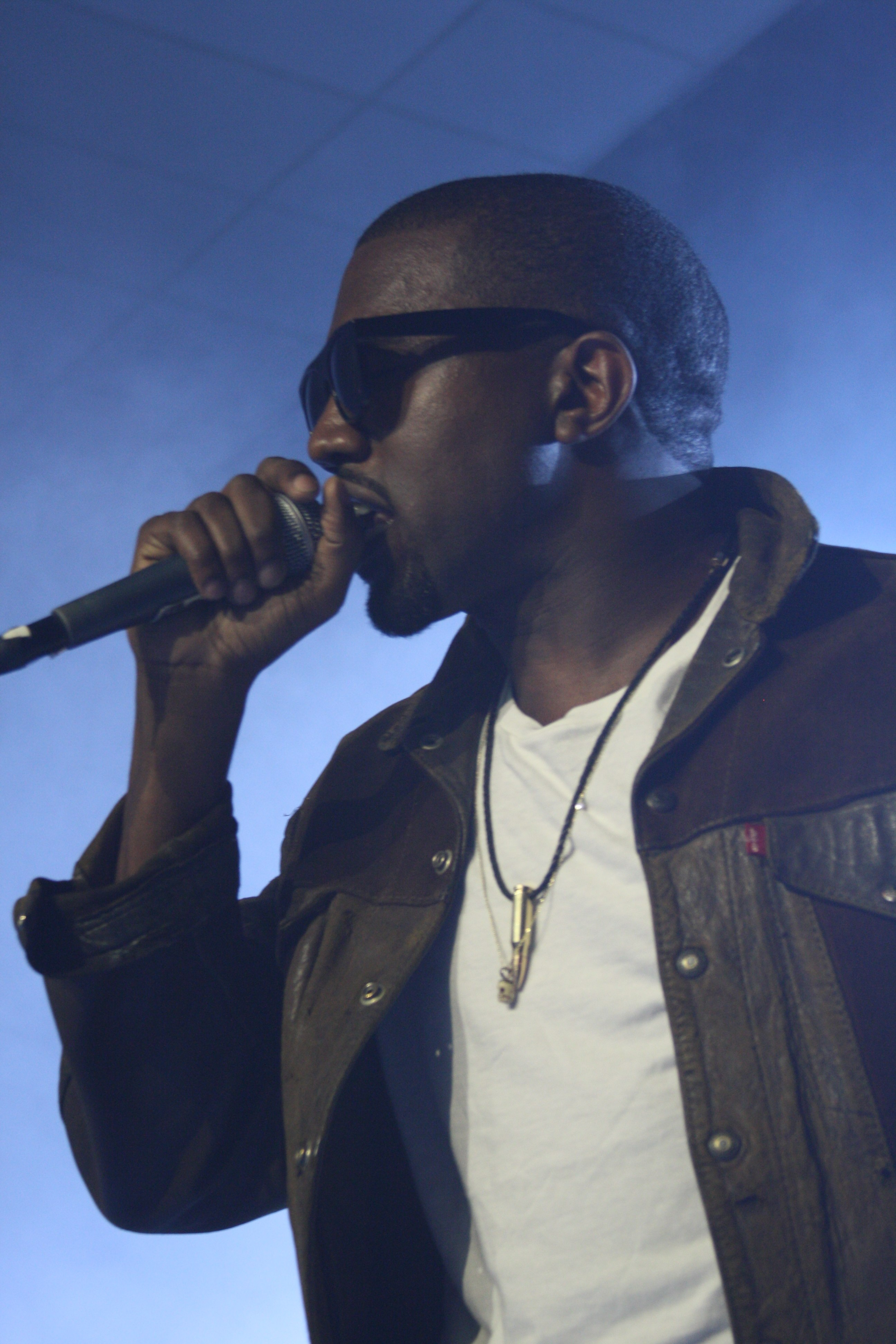
Sự cố tại lễ trao giải MTV năm 2009 với Kanye West (trong hình) tạo cảm hứng cho "Innocent".

Ngoài tình yêu và sự lãng mạn, Swift còn viết về nhận thức bản thân; "Never Grow Up" là sự chiêm nghiệm về thời thơ ấu, tuổi trưởng thành và tương lai của cô. "Mean" nói lên nhận thức của Swift về việc đối mặt với một người đàn ông luôn cố gắng hạ thấp cô, được lấy cảm hứng từ những kẻ gièm pha cô. Do khả năng sáng tác thú vị của nữ ca sĩ, các phương tiện truyền thông bắt đầu chú ý đến cuộc sống cá nhân của Swift, tin rằng mỗi bài hát là một nhân vật có thực; người yêu cũ, bạn bè hay kẻ thù. Mặc dù Swift muốn nghe phản hồi từ những người cô sáng tác, cô không công khai tên họ và tin rằng họ sẽ tự nhận ra điều này. Cô tiết lộ rằng Kanye West, người cắt ngang bài phát biểu nhận giải của mình tại giải Video âm nhạc của MTV năm 2009, là chủ đề của "Innocent". Trong bài hát, Swift hát về việc tha thứ cho một người đàn ông từng đối xử tệ với cô; Theo Esquire, bản nhạc có thể được hiểu là "một lời than thở mộc mạc về một tình yêu đã mất, hoặc một người bạn cũ được tha thứ". Swift viết bài hát chủ đề sau khi nghe tin bạn trai cũ của một người bạn đã kết hôn với người phụ nữ khác; trong lời bài hát, nhân vật chính phá đám cưới bạn trai cũ và cố gắng ngăn cản điều đó.
Swift đã viết tới 25 bài hát và đến đầu năm 2010, cô bắt đầu chọn bài hát cho album. Để đảm bảo tính mạch lạc của đĩa hát, cô cho gia đình, bạn bè và nhà sản xuất Nathan Chapman, người hợp tác với Swift kể từ album đầu tay, nghe những bài hát. Swift chọn Enchanted cho tên album nhưng giám đốc điều hành của Big Machine Records Scott Borchetta, đề nghị Swift chọn một tựa đề khác, cho rằng Enchanted không phù hợp với nội dung trưởng thành của album. Cô chọn tiêu đề Speak Now, cảm nhận rằng đây là cái tên nắm bắt tốt nhất bản chất của album: "Tôi nghĩ đó là một phép ẩn dụ, thời điểm khi gần như đã quá muộn, bạn phải nói ra cảm giác của mình hoặc phải giải quyết hậu quả mãi mãi ... Và album này dường như là cơ hội để tôi nói ngay hoặc mãi mãi giữ im lặng." Swift hoàn thiện danh sách bài hát vào tháng 6 năm 2010.

## Sáng tác

### Sản xuất
Swift thu âm phần lớn Speak Now với Chapman tại Phòng thu Pain in the Art của anh ở Nashville. Mặc dù thành công thương mại của Fearless cho phép Swift tiếp cận nhiều nhà sản xuất hơn, nhưng cô chỉ làm việc với Chapman vì tin rằng họ có mối quan hệ cộng sinh. Quá trình thu âm bắt đầu với một bản demo; Swift thu âm giọng hát và chơi guitar, Chapman hát nền và chơi các nhạc cụ khác. Sau khi sắp xếp bản thu nháp, Swift và Chapman tiếp cận các kỹ sư và nhạc sĩ khác để chỉnh sửa một số yếu tố, bao gồm cả phần chồng âm và lập trình trống. Bài hát đầu tiên Chapman sản xuất với Swift trong Speak Now là "Mine", được họ thu âm trong vòng năm giờ.
Vì quyền tự chủ về nghệ thuật của mình, Chapman cho biết anh chịu trách nhiệm về "60% âm nhạc trong album, bao gồm 90% guitar". Phần lớn quá trình sản xuất của anh cho Speak Now cũng tương tự như Fearless; anh lập trình trống bằng phần mềm Superior Drummer của Toontrack , chơi trống trên đàn phím Roland Fantom G6, thêm guitar điện vào phần sắp xếp, thu âm giọng hát của Swift bằng micrô Avantone CV12 và giọng nền của anh ấy bằng Shure SM57, tạo âm trầm bằng bộ tiền khuếch đại Avalon VT737 và sử dụng CLASP System của Endless Audio để đồng bộ hóa phần chỉnh sửa của anh trên Pro Tools và Logic. Vì tầm nhìn về âm nhạc đồng quê của Swift, Chapman yêu cầu các nhạc sĩ khác, chủ yếu ở Nashville, thay thế tiếng trống được lập trình sẵn của anh bằng tiếng trống trực tiếp và thêm các nhạc cụ âm thanh như vĩ cầm. Ví dụ, Chapman yêu cầu Steve Marcantonio cắt bỏ phần lập trình trống trong "Mine" tại Phòng thu Blackbird ở Nashville. Đối với một số bản nhạc, bao gồm "Back to December", Swift và nhóm của cô đã đến Capitol Studios ở Los Angeles để thu âm dàn nhạc dây.
Sau khi thu âm xong, Justin Niebank phối album trên Pro Tools tại Phòng thu Blackbird; anh đã phối một số bản nhạc cho Fearless. Trong vòng ba tuần, Niebank hoàn thành việc phối 17 bài hát bao gồm 14 bài trong phiên bản tiêu chuẩn và ba bài bổ sung trong phiên bản cao cấp. Bởi vì Swift muốn Speak Now trở thành một công cụ giao tiếp với khán giả của mình, Niebank kết hợp âm vang đơn âm lấy cảm hứng từ âm nhạc thập niên 1950 và 1960 vào bản phối để gợi lên cảm giác "cổ điển" và "hoài cổ", theo Niebank, mang lại cảm giác chân thực. Kỹ sư âm nhạc Hank Williams hoàn chỉnh các bản ghi âm. Do phần lớn Speak Now được thu âm và hòa âm ở Nashville, Niebank tin rằng album nổi bật giữa những đĩa hát phổ biến được xử lý bằng các công nghệ đương thời như Auto-Tune và Melodyne. Mặc dù Chapman chịu trách nhiệm cho phần lớn quá trình sản xuất, anh cho rằng công lao đồng sản xuất của Swift "không phải là một đóng góp phù phiếm. Chúng tôi thực sự là một nhóm, rất hợp tác."

### Âm nhạc
Speak Now nối tiếp quá trình sản xuất country pop của Fearless với các yếu tố nhạc pop đại chúng ngày càng thể hiện rõ. Giới chuyên môn tranh luận về thể loại của album. Paste mô tả album là sự pha trộn giữa các giai điệu đồng quê và pop thân thiện với sóng phát thanh bằng cách xây dựng giai điệu tăng dần và những đoạn hook bắt tai. Entertainment Weekly phân loại album là nhạc pop và nhận xét rằng các yếu tố đồng quê duy nhất là "một chút tiếng gảy đàn banjo và tiếng búng đàn trang nhã". Theo BBC Music, Speak Now hướng tới pop rock. Ann Powers, trong một bài đánh giá cho Los Angeles Times, nhận thấy album nằm giữa ranh giới của alternative rock và bubblegum pop với những bài hát thử nghiệm đa phong cách từ "những bản kitsch-pop mang phong cách Céline đến Americana banjo đến guitar điện countrypolitan". Now mô tả Speak Now là đĩa hát "power pop được sản xuất khéo léo".
Các nhà phê bình ghi nhận bản bluegrass "Mean" là bài hát đồng quê thuần túy trong album. Phần lớn nội dung của album bao gồm những giai điệu country pop với tiết tấu nhanh, tiêu biểu là bài hát mở đầu "Mine". Nhiều bản nhạc khám phá những yếu tố của rock, rút ra từ nhạc rock cuối những năm 1970 đến những năm 1980. "Sparks Fly" có phần sản xuất theo phong cách arena rock với tiếng vĩ cầm và đàn guitar ấn tượng. Bài hát chủ đề là một bản country pop trên nền guitar mộc với phần điệp khúc mang hơi hướng rock thập niên 1950. "The Story of Us" và "Better than Revenge" là những bản pop punk trên nền guitar điện;  bản nhạc trước chứa đựng những ảnh hưởng của dance-pop và new wave. "Haunted" lấy cảm hứng từ arena-rock và goth-rock kết hợp một đoạn đàn dây lặp lại đầy kịch tính. Bài hát kết thúc "Long Live" là một bản heartland rock có phần hát bè của nhóm nhạc nữ và tiếng guitar rock ngân vang.
Phần còn lại của Speak Now là những bản ballad. "Back to December" là một bản ballad nhẹ nhàng, có dàn nhạc và đàn dây. Bài hát dài nhất của Speak Now, "Dear John" với thời lượng 6 phút 43 giây, là một bản country-pop có giai điệu blues chậm rãi với những đoạn láy guitar điện. Bản ballad "Never Grow Up" kết hợp với phần sản xuất tinh tế đi kèm với lời bài hát đượm buồn. Trong "Enchanted", tiếng guitar mộc tăng dần sau mỗi đoạn điệp khúc, dẫn đến đoạn cuối với nhiều tầng hòa âm. Những bản nhạc "Innocent" và "Last Kiss" kết hợp các nhạc cụ thưa thớt; bài hát sau là một bản valse tiết tấu chậm với giọng hát thở. "If This Was a Movie", một bài hát tặng kèm trong phiên bản cao cấp và là bài hát duy nhất Swift đồng sáng tác, là một bản ballad có tiết tấu nhanh với đoạn riff guitar lặp đi lặp lại và hòa âm đơn giản.

## Phát hành và quảng bá
Swift công bố thông tin về Speak Now vào ngày 20 tháng 7 năm 2010, trong một buổi phát trực tiếp trên Ustream. Big Machine Records phát hành đĩa đơn chủ đạo "Mine" trên các trang nhạc số và đài phát thanh đồng quê ở Hoa Kỳ vào ngày 3 tháng 8 năm 2010. Video ca nhạc cho "Mine" được công chiếu lần đầu trên CMT vào ngày 27 tháng 8 năm 2010. Đĩa đơn đạt vị trí thứ ba trên bảng xếp hạng Billboard Hot 100 và được chứng nhận ba đĩa Bạch kim bởi Hiệp hội Công nghiệp Ghi âm Hoa Kỳ (RIAA). "Mine" đạt vị trí thứ sáu tại Nhật Bản, thứ bảy ở Canada, và thứ chín ở Úc. Vào ngày 18 tháng 8, Swift tung ra ảnh bìa album, trong đó Swift với mái tóc xoăn và son môi đỏ đang xoay người trong chiếc váy màu tím đậm. Vào ngày 15 tháng 9, Swift công bố một ấn bản sang trọng độc quyền tại Target với ảnh bìa giống với bản tiêu chuẩn nhưng chiếc váy có màu đỏ thay vì tím. Bắt đầu từ ngày 4 tháng 10 năm 2010, Swift phát hành một bài hát từ Speak Now mỗi tuần trên iTunes Store như là một phần của chiến dịch đếm ngược ba tuần; bài hát chủ đề được phát hành vào ngày 5 tháng 10, tiếp theo là "Back to December" vào ngày 12 tháng 10 và "Mean" vào ngày 19 tháng 10. Vào ngày 22 tháng 10, Xfinity giới thiệu đoạn trích của "The Story of Us".
Big Machine Records phát hành bản tiêu chuẩn và cao cấp của Speak Now vào ngày 25 tháng 10 năm 2010. Phiên bản CD+DVD dành riêng cho Target gồm 14 bài hát tiêu chuẩn; những bản nhạc bổ sung "Ours", "If This Was a Movie" và "Superman"; bản mộc của "Back to December" và "Haunted"; một bản pop phối của "Mine"; một video 30 phút hậu trường của "Mine"; và video ca nhạc của "Mine". Phiên bản cao cấp được phát hành cho các nhà bán lẻ khác vào ngày 17 tháng 1 năm 2012. Để thúc đẩy doanh số tiêu thụ album, Swift hợp tác với Starbucks, Sony Electronics, Walmart và Jakks Pacific. Vào tháng 10 năm 2011, Swift hợp tác với Elizabeth Arden, Inc. để phát hành thương hiệu nước hoa "Wonderstruck", được lấy tên từ lời bài hát "Enchanted".

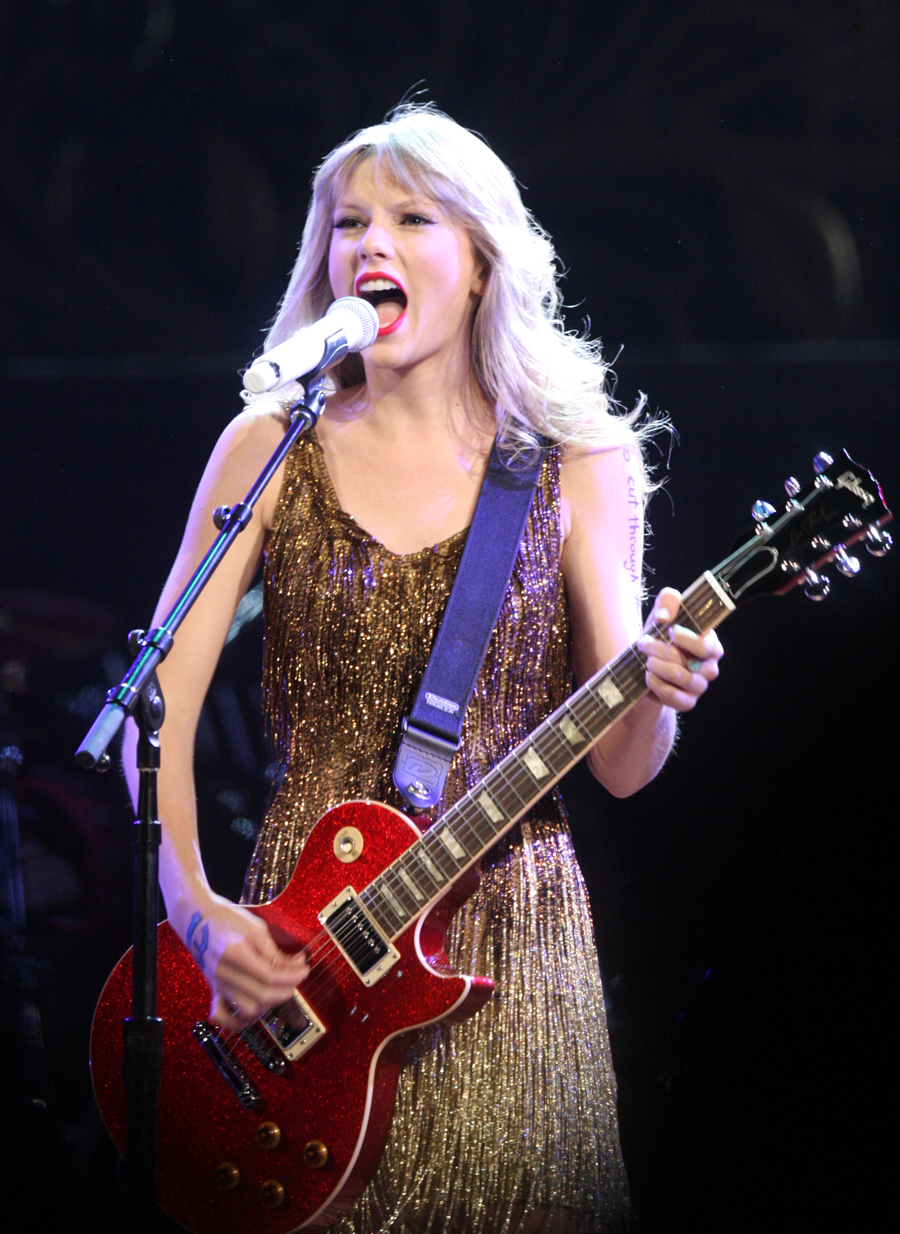
Swift trong chuyến lưu diễn Speak Now World Tour năm 2012

Để tiếp tục quảng bá Speak Now, Swift xuất hiện trên các trang bìa tạp chí và thực hiện nhiều cuộc phỏng vấn. Cô trình diễn "Innocent" tại giải Video âm nhạc của MTV năm 2010. Những màn trình diễn tại các lễ trao giải khác của cô bao gồm giải thưởng Hiệp hội nhạc Đồng quê Mỹ và giải thưởng Âm nhạc Mỹ trong năm 2010; giải thưởng Hàn lâm nhạc Đồng quê và giải thưởng Hiệp hội nhạc Đồng quê Mỹ trong năm 2011. Swift cũng xuất hiện trên nhiều chương trình truyền hình và những buổi hòa nhạc đặc biệt, biểu diễn tại Đại sảnh Danh vọng nhạc Đồng quê ở Nashville và X Factor Italy. Cô bắt đầu lịch trình quảng bá tại Nhật Bản, xuất hiện trên chương trình tạp kỹ SMAPxSMAP và chương trình âm nhạc Music Station. Sau đó, nữ ca sĩ xuất hiện trên những chương trình truyền hình Mỹ, bao gồm Today, Late Show with David Letterman, The Ellen DeGeneres Show, Live with Regis and Kelly và Dancing with the Stars. Cô cũng tổ chức những buổi hòa nhạc riêng cho những người chiến thắng cuộc thi và biểu diễn một buổi hòa nhạc bán riêng tư cho JetBlue tại Sân bay quốc tế John F. Kennedy ở New York.
Sau "Mine", Swift phát hành thêm năm đĩa đơn từ Speak Now. "Back to December" và "Mean", vốn trước đó đã có mặt trên các nền tảng số, được phát hành trên đài phát thanh đồng quê Hoa Kỳ lần lượt vào ngày 15 tháng 11 năm 2010, và 13 tháng 3 năm 2011. Hai đĩa đơn lần lượt đạt vị trí thứ bảy và mười tại Canada, và "Back to December" đạt vị trí thứ sáu trên Billboard Hot 100. "The Story of Us" được phát hành trên đài phát thanh pop ở Hoa Kỳ vào ngày 19 tháng 4 năm 2011. "Sparks Fly" và "Ours" lần lượt được phát hành trên đài phát thanh đồng quê Hoa Kỳ vào ngày 18 tháng 7 và ngày 5 tháng 12 năm 2011. Trước khi phát hành làm đĩa đơn, "Ours", cùng với những bài hát trong bản cao cấp, được phát hành nhạc số thông qua iTunes Store vào ngày 8 tháng 11 năm 2011. "Sparks Fly" và "Ours" lọt vào top 20 trên Billboard Hot 100 và đứng đầu bảng xếp hạng Hot Country Songs. RIAA chứng nhận tất cả sáu đĩa đơn của album từ đĩa Bạch kim trở lên; "Back to December" và "Mean" bán được hơn hai triệu bản và lần lượt được chứng nhận đĩa bạch kim kép và ba đĩa bạch kim.
Vào ngày 23 tháng 11 năm 2010, Swift công bố Speak Now World Tour, bắt đầu tại Singapore vào ngày 9 tháng 2 năm 2011. Chuyến lưu diễn đi qua châu Á và châu Âu trước khi chặng Bắc Mỹ bắt đầu ở Omaha, Nebraska, vào ngày 27 tháng 5 năm 2011. Trong vòng hai ngày kể từ ngày thông báo, chuyến lưu diễn đã bán được 625,000 vé. Đến tháng 4 năm 2011, Swift bổ sung thêm 16 đêm diễn tại chặng Bắc Mỹ. Sau buổi hòa nhạc cuối cùng ở Hoa Kỳ tại Thành phố New York vào ngày 22 tháng 11 năm 2011, Speak Now World Tour đạt được 80 buổi biểu diễn cháy vé ở Bắc Mỹ. Vào ngày 10 tháng 8 năm 2011, Swift phát hành video ca nhạc cho "Sparks Fly" bao gồm những cảnh quay trong chuyến lưu diễn. Cô phát hành album Speak Now World Tour – Live vào ngày 21 tháng 11 năm 2011. Vào tháng 12 năm 2011, Swift thông báo kéo dài chuyến lưu diễn đến Úc và New Zealand bắt đầu từ tháng 3 năm 2012. Kết thúc vào ngày 18 tháng 3 năm 2012, Speak Now World Tour kéo dài 110 buổi diễn, đi qua 18 quốc gia, và thu về 123.7 triệu đô la.

## Đánh giá chuyên môn
| Đánh giá chuyên môn        | Đánh giá chuyên môn |
| Điểm trung bình            | Điểm trung bình     |
| Nguồn                      | Đánh giá            |
| -------------------------- | ------------------- |
| AnyDecentMusic?            | 6.9/10              |
| Metacritic                 | 77/100              |
| Nguồn đánh giá             |                     |
| Nguồn                      | Đánh giá            |
| AllMusic                   | [ 40 ]              |
| The A.V. Club              | B−                  |
| Entertainment Weekly       | B+                  |
| The Guardian               | [ 102 ]             |
| Los Angeles Times          | [ 21 ]              |
| MSN Music (Expert Witness) | A−                  |
| Paste                      | 7.1/10              |
| Rolling Stone              | [ 29 ]              |
| Slant Magazine             | [ 30 ]              |
| Spin                       | 7/10                |

Speak Now đa phần nhận được những đánh giá tích cực từ các nhà phê bình âm nhạc. Metacritic, trang tổng hợp đánh giá và chuẩn hóa các bài đánh giá từ nhiều ấn phẩm chính thống trên thang điểm 100, đưa ra điểm số trung bình cho album là 77 dựa trên 20 bài đánh giá. AnyDecentMusic? tổng hợp 10 bài đánh giá và cho điểm trung bình là 6.9 trên 10.
Hầu hết các nhà phê bình đều tán thành quan điểm trưởng thành của Swift về tình yêu và những mối quan hệ. Nhiều bài phê bình đăng trên AllMusic, Entertainment Weekly, The Guardian, Los Angeles Times và Rolling Stone khen ngợi những bản nhạc đã khắc họa cảm xúc bằng cách kể hấp dẫn và chi tiết sống động. Trong bài đánh giá của AllMusic, Stephen Thomas Erlewine chia sẻ; "[Swift] viết theo quan điểm của mình tại thời điểm đó nhưng vẫn có kỹ năng của một nhạc sĩ có thâm niên hơn cô". American Songwriter tán thành với thành phẩm tự sáng tác và sự kiểm soát nghệ thuật của Swift. Robert Christgau nhận xét rằng mặc dù album "hơi dài và quá sức", nhưng các bài hát "cho thấy nỗ lực mang nét tương đồng rõ rệt với sự quan tâm—nghĩa là quan tâm theo nghĩa tốt nhất, rộng nhất và giàu cảm xúc nhất".
Những chủ đề đậm tính kịch về sự tan vỡ và báo thù trong Speak Now nhận được nhiều ý kiến trái chiều. Spin và Now cho biết dù sở hữu một số bản nhạc đáng nhớ, nhưng đĩa hát bị chi phối bởi người nổi tiếng, cơn thịnh nộ và sự bất bình. Slant Magazine khen ngợi khả năng sáng tác giai điệu của Swift vì đã mang đến những bản nhạc pop thân thiện với đài phát thanh nhưng lại chỉ trích lời bài hát của "Dear John", "Mean", "Innocent" và "Better than Revenge" là nông cạn và thiển cận. Theo Steven Hyden từ The A.V. Club, những bản nhạc trên là điểm mạnh của Speak Now; "Thủ thuật hay nhất của Swift là trở nên dễ mến khi cô say mê những thứ khó chịu một cách công khai như vậy". Entertainment Weekly cũng đồng ý, cho rằng những bài hát trên là không thể tránh khỏi đối với sự phát triển nghệ thuật của Swift. The Village Voice cho rằng sáng tác của Swift "không phải trải lòng, mà là kịch tính hóa", và cảm thấy rằng album có nhiều sắc thái và trưởng thành hơn so với Fearless.
Những đánh giá khác tập trung vào quá trình sản xuất của Speak Now. Các bài đánh giá đăng tải trên Paste và Slant Magazine gọi đây là một album hấp dẫn với những giai điệu pop thân thiện với sóng phát thanh; Paste ấn tượng bởi việc chuyển hướng dòng nhạc đầy hấp dẫn nhưng lại cho rằng quá trình sản xuất tổng thể thật buồn tẻ. The Village Voice đưa ra vấn đề với chất giọng yếu và căng thẳng của Swift. BBC Music nhận thấy danh sách bài hát của album là quá dài nhưng nhìn chung gọi đây là một "bản thu nổi bật và có ảnh hưởng". Now tán thành việc Swift thử nghiệm nhiều phong cách khác với đồng quê nhưng lại cho rằng nó "quá an toàn" và nói rằng album bị che lấp bởi "những giai điệu power pop được sản xuất trơn tru và một sự giống nhau ngọt ngào [mà điều đó] không khác với bất kỳ nghệ sĩ nào theo định hướng phát thanh ngày nay". Ann Powers đánh giá cao những bản nhạc nhẹ nhàng, nội tâm của Speak Now trong việc cá nhân hóa nhạc pop. Jon Caramanica của The New York Times ca ngợi việc thử nghiệm các thể loại như blues và pop punk, đồng thời gọi Speak Now là một bước đi táo bạo của Swift.

## Diễn biến thương mại
Trước khi phát hành Speak Now, Big Machine vận chuyển hai triệu bản album đến các cửa hàng ở Mỹ. Trong tuần kết thúc vào ngày 13 tháng 11 năm 2010, album ra mắt ở vị trí số một trên bảng xếp hạng Billboard 200 của Hoa Kỳ, với doanh số tuần đầu tiên là 1,047,000 bản. Đây là album có doanh số một tuần cao nhất của một nữ nghệ sĩ đồng quê và trở thành album đầu tiên kể từ Tha Carter III (2008) của Lil Wayne bán được hơn một triệu bản trong tuần đầu phát hành. Nhiều ấn phẩm truyền thông bao gồm Billboard, MTV và The New York Times ghi nhận thành tích ra mắt của Speak Now trong bối cảnh doanh số bán đĩa giảm sút do sự xuất hiện của các nền tảng nhạc số. Theo The New York Times, mặc dù ngành công nghiệp âm nhạc năm 2010 chứng kiến doanh số bán album "[giảm] hơn 50% trong thập kỷ qua", nhưng thành tích tiêu thụ mạnh mẽ chứng tỏ Swift "đã vượt qua giới hạn của nhạc đồng quê và trở thành một siêu sao nhạc pop". Sách Kỷ lục Guinness năm 2010 công nhận Speak Now là album bán chạy nhất tại Hoa Kỳ của một nữ nghệ sĩ đồng quê.
Trong tuần xếp hạng đầu tiên của Speak Now, 11 trong số 14 bài hát của bản tiêu chuẩn đã lọt vào bảng xếp hạng Billboard Hot 100, giúp Swift trở thành nữ nghệ sĩ đầu tiên có 11 bài hát trên Hot 100 cùng thời điểm. Sau khi phát hành kỹ thuật số những bài hát phiên bản cao cấp vào tháng 11 năm 2011, "If This Was a Movie" đạt vị trí thứ 10 trên Hot 100, đưa Swift trở thành nghệ sĩ đầu tiên có tám bài hát ra mắt trong top 10. Với thành tích trên, Speak Now có ba bài hát lọt vào top 10 của Billboard Hot 100—"Mine", "Back to December" và "If This Was a Movie". Album trải qua sáu tuần không liên tiếp đứng đầu bảng xếp hạng Billboard 200. Speak Now là album bán chạy thứ ba trong năm 2010 tại Mỹ với doanh số 2,960,000 bản. Tính đến tháng 10 năm 2020, album bán được 4,710,000 bản tại Hoa Kỳ. RIAA chứng nhận sáu đĩa Bạch kim cho album, tương đương với sáu triệu đơn vị album tương đương dựa trên doanh số, lượt tải xuống bài hát và phát trực tuyến.
Speak Now là một thành công lớn ở những quốc gia nói tiếng Anh, đứng đầu bảng xếp hạng album ở Úc, Canada và New Zealand. Đĩa hát đạt vị trí thứ tư tại Na Uy; thứ sáu ở Ireland, Nhật Bản và Vương quốc Anh; thứ tám ở Mexico; và thứ mười ở Tây Ban Nha. Album được chứng nhận hai đĩa Bạch kim ở Úc và ba đĩa Bạch kim ở Canada.

## Thành tựu
Speak Now xếp thứ 13 trong danh sách những album hay nhất năm 2010 của Rolling Stone. Jon Caramanica của The New York Times xếp album đứng thứ hai (sau Teflon Don của Rick Ross) trong danh sách tổng kết năm 2010 của ông. Album xuất hiện trong danh sách những album nhạc đồng quê hay nhất năm 2010; PopMatters xếp thứ năm và The Boot xếp thứ hai. Năm 2012, Speak Now xuất hiện ở vị trí thứ 45 trong danh sách của Rolling Stone "50 Album Nghệ sĩ Nữ Hay Nhất Mọi Thời Đại"; tạp chí nhận xét: "Cô ấy có thể được phát trên đài phát thanh đồng quê, nhưng cô là một trong số ít những ngôi sao nhạc rock thực thụ mà chúng ta có được ngày nay, với một đôi tai hoàn hảo để tạo nên một bài hát nổi bật." Năm 2019, Billboard liệt kê Speak Now ở vị trí thứ 51 trong danh sách những album hay nhất thập niên 2010 và thứ hai trong danh sách những album đồng quê hay nhất ở cùng thập kỷ. Đĩa hát cũng xếp thứ 37 trong danh sách cuối thập niên 2010 của Spint và thứ 71 trong danh sách của Cleveland.com; và Taste of Country gọi đây là album nhạc đồng quê xuất sắc thứ tư của thập niên 2010.
Speak Now cũng nhận được nhiều giải thưởng và đề cử trong ngành. Tại Hoa Kỳ, album được đề cử cho Album của năm tại giải thưởng Hàn lâm nhạc Đồng quê, giải thưởng Đồng quê Mỹ, và giải thưởng Hiệp hội nhạc Đồng quê năm 2011. Tại giải thưởng Âm nhạc Billboard năm 2011, Speak Now được đề cử cho Album Billboard 200 hàng đầu và giành giải Album Đồng quê hàng đầu. Đĩa hát thắng giải Album được yêu thích (Đồng quê) tại giải thưởng Âm nhạc Mỹ năm 2011 và Album bán chạy nhất năm 2011 của Hiệp hội nhạc Đồng quê Canada; và được đề cử cho Album quốc tế của năm tại giải Juno năm 2011 và Album quốc tế của năm tại Giải thưởng Âm nhạc Độc lập Canada năm 2012. Tại giải Grammy lần thứ 54 năm 2012, Speak Now được đề cử ở hạng mục Album Đồng quê xuất sắc nhất, trong khi đĩa đơn "Mean" thắng giải Bài hát Đồng quê xuất sắc nhất và Trình diễn solo Đồng quê xuất sắc nhất.

## Ảnh hưởng
Nhà âm nhạc học James E. Perone nhìn nhận rằng Speak Now đến "vào thời điểm gây tò mò" trong sự nghiệp của Swift. Sau album đầu tay năm 2006 đánh dấu cô là "thần đồng ca-nhạc sĩ" và Fearless năm 2008 biến cô thành một "ngôi sao thực sự", Speak Now đánh dấu sự trưởng thành về mặt nghệ thuật của Swift với khả năng quan sát sắc thái, phản ánh tuổi trưởng thành trẻ trung của cô. Trong một câu chuyện trang bìa năm 2019 của Rolling Stone, Swift cho biết cô tự viết album như một cách phản ứng trước những nghi ngờ của giới nhà phê bình về khả năng sáng tác của nữ ca sĩ. Giáo sư truyền thông Myles McNutt lập luận rằng đĩa hát tự viết Speak Now là động thái rõ ràng của Swift nhằm khẳng định quyền tác giả đối với âm nhạc và sự nghiệp của cô, trái ngược với những nghệ sĩ khác bị hãng đĩa của họ biến thành một món hàng hóa. Thành công về mặt thương mại của album đã góp phần giúp cô nổi tiếng với tư cách một ngôi sao nhạc pop và vượt qua ranh giới của một nghệ sĩ nhạc đồng quê. Sam Sodomsky của Pitchfork, khi đánh giá album vào năm 2019, cho rằng bản sắc đồng quê của Swift đóng vai trò là dấu hiệu cho khả năng sáng tác tự truyện của cô hơn là phong cách âm nhạc.
Giới phê bình và học thuật chú ý đến Speak Now trong bối cảnh về sự nổi tiếng của Swift. Một số nhìn nhận những bài hát lấy cảm hứng về trải nghiệm trước công chúng của Swift, bao gồm cả mối quan hệ với những người nổi tiếng và sự cố tại lễ trao giải MTV năm 2009, là tiền đề cho những sáng tác tiếp theo của Swift trong tương lai, vốn nhận được sự chú ý của giới truyền thông xuyên suốt sự nghiệp của cô. Theo quan sát của giáo sư nghiên cứu giới tính Adriane Brown, những bài hát về sự lãng mạn được lý tưởng hóa và hình ảnh "gái ngoan" trong sáng của Swift khiến cô nổi bật trong một nhóm các nữ nghệ sĩ nhạc pop gợi cảm đương thời. Brown nhận xét rằng việc Swift không thảo luận cởi mở về tình dục và xu hướng chỉ trích những phụ nữ "trụy lạc", như trong lời bài hát "Better than Revenge", là một vấn đề. Trong Vulture, Maura Johnston nhận xét rằng mặc dù những bài hát về trải nghiệm trước công chúng của Swift là sai lầm, đây là khởi đầu cho album năm 2017 của cô Reputation, khám phá hình ảnh trước công chúng của Swift và cuộc đối đầu với những người chỉ trích cô.

## Danh sách bài hát
Tất cả các ca khúc được viết bởi Taylor Swift, ngoại trừ ghi chú (chỉ bản tiêu chuẩn).
| Bản tiêu chuẩn   | Bản tiêu chuẩn        | Bản tiêu chuẩn |
| STT              | Nhan đề               | Thời lượng     |
| ---------------- | --------------------- | -------------- |
| 1.               | "Mine"                | 3:50           |
| 2.               | "Sparks Fly"          | 4:20           |
| 3.               | "Back to December"    | 4:53           |
| 4.               | "Speak Now"           | 4:00           |
| 5.               | "Dear John"           | 6:43           |
| 6.               | "Mean"                | 3:57           |
| 7.               | "The Story of Us"     | 4:25           |
| 8.               | "Never Grow Up"       | 4:50           |
| 9.               | "Enchanted"           | 5:53           |
| 10.              | "Better than Revenge" | 3:37           |
| 11.              | "Innocent"            | 5:02           |
| 12.              | "Haunted"             | 4:02           |
| 13.              | "Last Kiss"           | 6:07           |
| 14.              | "Long Live"           | 5:17           |
| Tổng thời lượng: | Tổng thời lượng:      | 67:29          |

| Bản cao cấp (Đĩa 2) | Bản cao cấp (Đĩa 2)                                         | Bản cao cấp (Đĩa 2) |
| STT                 | Nhan đề                                                     | Thời lượng          |
| ------------------- | ----------------------------------------------------------- | ------------------- |
| 15.                 | "Ours"                                                      | 3:58                |
| 16.                 | "If This Was a Movie" (viết lời: Swift, Martin Johnson)     | 3:54                |
| 17.                 | "Superman"                                                  | 4:36                |
| 18.                 | "Back to December (bản mộc)"                                | 4:52                |
| 19.                 | "Haunted (bản mộc)"                                         | 3:37                |
| 20.                 | "Mine (pop phối)"                                           | 3:50                |
| 21.                 | "[Video] Trên phim trường: Hậu trường Video ca nhạc "Mine"" | 30:21               |
| 22.                 | "[Video] Video ca nhạc "Mine""                              | 3:55                |

Ghi chú
- Bản iTunes Store quốc tế bao gồm bản nhạc bổ sung "Mine" (bản tại Mỹ).[152]
- Bản cao cấp quốc tế bao gồm ba bản nhạc bổ sung: "Mine" (bản tại Mỹ), "Back to December" (bản tại Mỹ), and "The Story of Us" (bản tại Mỹ).[153]

## Thành phần thực hiện
Thành phần thực hiện được trích từ ghi chú của album.
| - Chuck Ainlay – kỹ sư - Joseph Anthony Baker – nhiếp ảnh gia - Steve Blackmon – trợ lý - Drew Bollman – trợ lý, trợ lý kỹ sư, kỹ sư - Tristan Brock-Jones – trợ lý kỹ sư - David Bryant – trợ lý kỹ sư - Paul Buckmaster – người chỉ huy, bố trí dàn nhạc giao hưởng - Nick Buda – trống - Jason Campbell – phối hợp sản xuất - Chad Carlson – kỹ sư - Chris Carmichael – nhà soạn nhạc, bố trí string, string - Joseph Cassell – atylist - Nathan Chapman – banjo, bass, kỹ sư, Fender Rhodes, đàn guitar (12 String điện tử), đàn guitar điện tử và acoustic, vỗ tay, Mandolin, đàn organ, piano, nhà sản xuất, lập trình, synthesizer, hòa âm - Steve Churchyard – kỹ sư - Smith Curry – đàn guitar Lap Steel - Eric Darken – bộ gõ - Caitlin Evanson – hòa âm - Shannon Forrest – trống - John Gardner – trống - Jed Hackett – kỹ sư - Rob Hajacos – vĩ cầm - Amos Heller – bass - Liz Huett – hòa âm - Jeremy Hunter – kỹ sư - Aubrey Hyde – trang phục - Joel Quillen – kỹ sư | - Suzie Katayama – nhà thầu dàn nhạc giao hưởng - Tim Lauer – Hammond B3, piano - Steve Marcantonio – kỹ sư - Tim Marks – bass - Mike Meadows – đàn điện tử, vỗ tay - Grant Mickelson – đàn điện tử - Seth Morton – trợ lý kỹ sư - Emily Mueller – trợ lý sản xuất - Jemma Muradian – nhà tạo mẫu tóc - John Netti – trợ lý kỹ sư - Bethany Newman – thiết kế, Illustrations - Josh Newman – thiết kế, Illustrations - Justin Niebank – kỹ sư, phối khí - Mark Petaccia – trợ lý kỹ sư - Matt Rausch – trợ lý - Lowell Reynolds – kỹ sư - Mike Rooney – trợ lý kỹ sư - Paul Sidoti – đàn điện tử - Tommy Sims – bass - Bryan Sutton – đàn guitar acoustic - Austin K. Swift – nhiếp ảnh gia - Taylor Swift – chỉ đạo nghệ thuật, nhà soạn nhạc, đàn guitar acoustic, vỗ tay, ghi chú album, nhà sản xuất, hòa âm - Todd Tidwell – trợ lý kỹ sư, kỹ sư - Lorrie Turk – trang điểm - Hank Williams – mastering - Brian David Willis – kỹ sư - Al Wilson – vỗ tay, bộ gõ |  |

## Xếp hạng
| Bảng xếp hạng (2010–2011)            | Vị trí cao nhất |
| ------------------------------------ | --------------- |
| Album Úc (ARIA)                      | 1               |
| Album Úc Đồng quê (ARIA)             | 1               |
| Album Áo (Ö3 Austria)                | 16              |
| Album Bỉ (Ultratop Vlaanderen)       | 18              |
| Album Bỉ (Ultratop Wallonie)         | 45              |
| Album Canada (Billboard)             | 1               |
| Album Đan Mạch (Hitlisten)           | 26              |
| Album Hà Lan (Album Top 100)         | 17              |
| Album Pháp (SNEP)                    | 39              |
| Album Đức (Offizielle Top 100)       | 15              |
| Album Hy Lạp (IFPI)                  | 17              |
| Album Ireland (IRMA)                 | 6               |
| Album Ý (FIMI)                       | 16              |
| Album Nhật Bản (Oricon)              | 6               |
| Album Mexico (AMPROFON)              | 8               |
| Album New Zealand (RMNZ)             | 1               |
| Album Na Uy (VG-lista)               | 4               |
| Album Scotland (OCC)                 | 5               |
| Album Hàn Quốc (Circle)              | 28              |
| Album Tây Ban Nha (PROMUSICAE)       | 10              |
| Album Thụy Điển (Sverigetopplistan)  | 18              |
| Album Thụy Sĩ (Schweizer Hitparade)  | 17              |
| Album Anh Quốc (OCC)                 | 6               |
| Album Hoa Kỳ Billboard 200           | 1               |
| Album Hoa Kỳ Top Country (Billboard) | 1               |
| Bảng xếp hang (2019–2022)            | Vị trí cao nhất |
| Album Argentina (CAPIF)              | 3               |
| Album Hoa Kỳ Independent (Billboard) | 7               |

| Bảng xếp hạng (2010)                  | Vị trí |
| ------------------------------------- | ------ |
| Album Úc (ARIA)                       | 15     |
| Album Canada (Billboard)              | 15     |
| Album New Zealand (RMNZ)              | 15     |
| Album Anh Quốc (OCC)                  | 163    |
| Hoa Kỳ Billboard 200                  | 9      |
| Hoa Kỳ Top Country Albums (Billboard) | 3      |
| Bảng xếp hạng (2011)                  | Vị trí |
| Album Úc (ARIA)                       | 51     |
| Album Canada (Billboard)              | 9      |
| Album New Zealand (RMNZ)              | 34     |
| Hoa Kỳ Billboard 200                  | 2      |
| Hoa Kỳ Top Country Albums (Billboard) | 1      |
| Bảng xếp hạng (2012)                  | Vị trí |
| Hoa Kỳ Billboard 200                  | 45     |
| Hoa Kỳ Top Country Albums (Billboard) | 18     |
| Bảng xếp hạng (2017)                  | Vị trí |
| Hoa Kỳ Top Country Albums (Billboard) | 73     |
| Bảng xếp hạng (2018)                  | Vị trí |
| Hoa Kỳ Top Country Albums (Billboard) | 77     |
| Bảng xếp hạng (2021)                  | Vị trí |
| Hoa Kỳ Top Country Albums (Billboard) | 34     |

| Bảng xếp hạng (2010–2019)             | Vị trí |
| ------------------------------------- | ------ |
| Album Úc (ARIA)                       | 39     |
| Hoa Kỳ Billboard 200                  | 50     |
| Hoa Kỳ Top Country Albums (Billboard) | 17     |

| Bảng xếp hạng             | Vị trí |
| ------------------------- | ------ |
| Hoa Kỳ Billboard 200 (Nữ) | 66     |

## Chứng nhận
| Quốc gia | Chứng nhận  | Số đơn vị/doanh số chứng nhận |
| --- | ----------- | ----------------------------- |
| Úc (ARIA) | 2× Bạch kim | 140.000^                      |
| Brasil (Pro-Música Brasil) | Vàng        | 20.000*                       |
| Canada (Music Canada) | 3× Bạch kim | 240.000^                      |
| Ireland (IRMA) | Vàng        | 7.500^                        |
| Nhật Bản (RIAJ) | Vàng        | 100.000^                      |
| New Zealand (RMNZ) | Bạch kim    | 15.000^                       |
| Na Uy (IFPI) | Vàng        | 15.000*                       |
| Anh Quốc (BPI) | Bạch kim    | 300.000‡                      |
| Hoa Kỳ (RIAA) | 6× Bạch kim | 4,710,000                     |
| * Chứng nhận dựa theo doanh số tiêu thụ. ^ Chứng nhận dựa theo doanh số nhập hàng. ‡ Chứng nhận dựa theo doanh số tiêu thụ và phát trực tuyến. |             |                               |